# آسیاب (امیدیه)
آسیاب (امیدیه)، روستایی از توابع بخش مرکزی شهرستان امیدیه در استان خوزستان ایران است.
نام اسیاب از شهر باستانی اسک که اثار باستانیه ان در نزدیکی روستای اسیاب است گرفته شده است چراکه اسیاب از دیر باز محل ارسال گندمهای روستاهای اطراف جهت ارد کردن در اسیابهای ابی این روستا بوده است

## جمعیت
این روستا در دهستان آسیاب قرار دارد و براساس سرشماری مرکز آمار ایران در سال ۱۳۸۵، جمعیت آن ۷۸۰ نفر (۱۷۰خانوار) بوده‌است.